# Campionati europei Under-17 2016 (hockey su pista)
I campionati europei Under-17 2016 sono stati la 35ª edizione del torneo di hockey su pista per squadre nazionali maschili Under-17.
Il torneo si è svolto a Mieres, in Spagna dal 4 al 10 settembre 2016. 

## Formula
Il torneo ha visto la partecipazione di 10 squadre nazionali, per cui l’organizzazione ha deciso di dividere queste ultime in due gironi, decisione già presa per il torneo del 2013.
I gironi erano composti rispettivamente da 5 squadre ciascuno.

## Fase preliminare

### Girone A
| Squadra    | Pt | G | V | N | P | GF | GS | GD  |
| ---------- | -- | - | - | - | - | -- | -- | --- |
| Portogallo | 12 | 4 | 4 | 0 | 0 | 38 | 5  | 33  |
| Germania   | 9  | 4 | 3 | 0 | 1 | 20 | 12 | 8   |
| Italia     | 6  | 4 | 2 | 0 | 2 | 20 | 10 | 10  |
| Andorra    | 1  | 4 | 0 | 1 | 3 | 6  | 30 | -24 |
| Austria    | 1  | 4 | 0 | 1 | 3 | 3  | 30 | -27 |

| Mieres 4 settembre 2016 1ª giornata | Italia | 7 – 2 | Andorra |  |

| Mieres 4 settembre 2016 1ª giornata | Germania | 8 – 1 | Austria |  |

| Mieres 5 settembre 2016 2ª giornata | Italia | 3 – 5 | Germania |  |

| Mieres 5 settembre 2016 2ª giornata | Portogallo | 16 – 1 | Andorra |  |

| Mieres 6 settembre 2016 3ª giornata | Austria | 0 – 8 | Italia |  |

| Mieres 6 settembre 2016 3ª giornata | Portogallo | 6 – 1 | Germania |  |

| Mieres 7 settembre 2016 4ª giornata | Andorra | 2 – 6 | Germania |  |

| Mieres 7 settembre 2016 4ª giornata | Austria | 1 – 13 | Portogallo |  |

| Mieres 8 settembre 2016 5ª giornata | Andorra | 1 – 1 | Austria |  |

| Mieres 8 settembre 2016 5ª giornata | Italia | 2 – 3 | Portogallo |  |

### Girone B
| Squadra     | Pt | G | V | N | P | GF | GS | GD  |
| ----------- | -- | - | - | - | - | -- | -- | --- |
| Spagna      | 12 | 4 | 4 | 0 | 0 | 40 | 5  | 40  |
| Francia     | 9  | 4 | 3 | 0 | 1 | 27 | 7  | 20  |
| Svizzera    | 6  | 4 | 2 | 0 | 2 | 20 | 22 | -2  |
| Inghilterra | 3  | 4 | 1 | 0 | 3 | 12 | 36 | -24 |
| Israele     | 0  | 4 | 0 | 0 | 4 | 7  | 41 | -34 |

| Mieres 4 settembre 2016 1ª giornata | Svizzera | 10 – 3 | Israele |  |

| Mieres 4 settembre 2016 1ª giornata | Spagna | 15 – 1 | Inghilterra |  |

| Mieres 5 settembre 2016 2ª giornata | Francia | 10 – 0 | Israele |  |

| Mieres 5 settembre 2016 2ª giornata | Spagna | 11 – 1 | Svizzera |  |

| Mieres 6 settembre 2016 3ª giornata | Inghilterra | 2 – 9 | Svizzera |  |

| Mieres 6 settembre 2016 3ª giornata | Francia | 2 – 4 | Spagna |  |

| Mieres 7 settembre 2016 4ª giornata | Inghilterra | 3 – 9 | Francia |  |

| Mieres 7 settembre 2016 4ª giornata | Israele | 1 – 15 | Spagna |  |

| Mieres 8 settembre 2016 5ª giornata | Israele | 3 – 6 | Inghilterra |  |

| Mieres 8 settembre 2016 5ª giornata | Svizzera | 0 – 6 | Francia |  |

## Fase finale
Le semifinali e le finali si sono tenute nei giorni 9 e 10 settembre 2016.

### Semifinali
| Semifinali 1ª - 3ª posizione | Risultato |
| ---------------------------- | --------- |
| Spagna - Germania            | 6 - 1     |
| Portogallo - Francia         | 5 - 1     |
| Semifinali 5ª - 8ª posizione | Risultato |
| Andorra - Svizzera           | 3 - 2     |
| Italia - Inghilterra         | 3 - 2     |

### Finali 1ª - 8ª posizione
| Finali 1ª - 3ª posizione | Risultato     |
| ------------------------ | ------------- |
| Spagna - Portogallo      | 4 - 4 ; 5 - 4 |
| Germania - Francia       | 1 - 4         |
| Finali 5ª - 8ª posizione | Risultato     |
| Andorra - Italia         | 1 - 7         |
| Svizzera - Inghilterra   | 1 - 0         |

### Finale 9ª e 10ª posizione
|                   | G1    | G2    | Totale |
| ----------------- | ----- | ----- | ------ |
| Austria - Israele | 3 - 1 | 4 - 7 | 7 - 8  |

## Classifica finale
| Posizione | Squadra     |
| --------- | ----------- |
|           | Spagna      |
|           | Portogallo  |
|           | Francia     |
| 4         | Germania    |
| 5         | Italia      |
| 6         | Andorra     |
| 7         | Svizzera    |
| 8         | Inghilterra |
| 9         | Israele     |
| 10        | Austria     |